# Ortalotrypeta idanina
Ortalotrypeta idanina är en tvåvingeart som beskrevs av Zia 1963. Ortalotrypeta idanina ingår i släktet Ortalotrypeta och familjen borrflugor. Inga underarter finns listade i Catalogue of Life.